# James Lattimer
James Michael Lattimer  (* 12. April 1950 in Marion, Indiana) ist ein US-amerikanischer Astrophysiker.

## Leben
Lattimer studierte an der University of Notre Dame mit dem Bachelor-Abschluss 1972 und wurde 1976 an der University of Texas at Austin in Astrophysik promoviert mit einer Dissertation über die Kollision von Neutronensternen und Schwarzen Löchern. Als Post-Doktorand war er an der University of Chicago und an der University of Illinois at Urbana-Champaign. 1979 wurde er Assistant Professor und 1988 Professor an der State University of New York at Stony Brook (SUNY). 2013 wurde er dort Distinguished Professor.
1985/86 war er Gastprofessor an der Nordita und 1982 bis 1984 Sloan Research Fellow. 1999 war er Guggenheim Fellow, 1985 erhielt er den Ernest Fullham Award und er ist Fellow der American Physical Society. 2013 war er Yukawa-Gastprofessor in Kyoto.
Er arbeitete über Supernovae und entwickelte Zustandsgleichungen für sehr heiße und dichte Materie, wie sie in Simulationsrechnungen für Supernovae und Neutronensterne benötigt wird. Wichtig war hier eine Gemeinschaftsarbeit mit Hans Bethe, Gerald Brown und J. H. Applegate von 1979. Er entwickelte danach mit F. D. Swesty  viel benutzte, thermodynamisch konsistente Zustandsgleichungs-Tabellen für die Nutzung in Simulationen auf Hochleistungsrechnern. Sie wurden mit Daten aus kernphysikalischen Experimenten und Beobachtungen von Neutronensternen (wie Masse, Radius) überprüft.
1986 simulierte er mit A. Burrows die Bildung neuer Neutronensterne mit guter Übereinstimmung zu Beobachtungen bei SN 1987A. Mit Madappa Prakash und anderen untersuchte er den direkten Urca-Kühlungsprozess (Kühlung von Neutronensternen und weißen Zwergen durch Neutrinoemission), fand eine Beziehung zwischen Zustandsgleichung von Kernmaterie, Neutronensternmasse und Neutronensternradius und entwickelte das Paradigma minimale Kühlung für die thermische Entwicklung von Neutronensternen.
2015 erhielt er den Hans-A.-Bethe-Preis für herausragende Arbeiten die die Beobachtung von Supernovae und Neutronensternen mit Neutrinoemissionen und den Zustandsgleichungen von Materie jenseits der Dichte in Kernen verbinden (Laudatio).

## Schriften
Außer den in den Fußnoten zitierten Arbeiten:
- mit David Schramm: The Tidal Disruption of Neutron Stars by Black Holes in Close Binaries. In: Astrophysical Journal Band 210, 1976, S. 549–567.
- The Equation of State of Hot Dense Matter and Supernovae. Ann. Rev. of Nucl. and Part. Sci., Band 31, 1981, S. 337–374.
- mit A. Yahil: Yahil, A.: Analysis of the Neutrino Events From SN 1987A. Astroph. J., Band 340, 1989, S. 426–434.
- mit M. Prakash, D. Masak, A. Yahil: Rapidly Rotating Pulsars and the Equation of State. Astroph. J., Band 355, 1990, S. 241–254.
- The Equation of State in Neutron Star Matter. In: David Pines, R. Tamagaki, S. Tsuruta: Structure and Evolution of Neutron Stars. Addison-Wesley, 1992, S. 50–62.
- mit F. Swesty: Dense Matter and the Supernova Mechanism. In: N. Prantzos, E. Vangioni-Flam, M. Casse: Origin and Evolution of the Elements. Cambridge 1993, S. 331–336.
- mit M. Prakash, I. Bombaci, P. Ellis, R. Knorren: Composition, Structure and Evolution of Protoneutron Stars. Physics Reports, Band 280, 1996, S. 1–50.
- The Nuclear Equation of State and Supernovae. In: A. Ansari, L. Satpathy: Nuclear Equation of State. World Scientific, 1996, S. 83–208.